# Doto cindyneutes
Doto cindyneutes är en snäckart som beskrevs av Bouchet 1977. Doto cindyneutes ingår i släktet Doto och familjen Dotoidae. Inga underarter finns listade i Catalogue of Life.